# 250 Bettina
Bettina (định danh hành tinh vi hình: 250 Bettina) là một tiểu hành tinh lớn ở Vành đai chính. Ngày 3 tháng 9 năm 1885, nhà thiên văn học người Áo Johann Palisa phát hiện tiểu hành tinh Bettina khi ông thực hiện quan sát ở Viên và đặt tên nó theo tên nữ bá tước Bettina von Rothschild, vợ của người chủ ngân hàng nổi tiếng ở Wien Albert Salomon von Rothschild, người đã mua bản quyền tên này với giá 50£.